# Saison 1 de Corneil et Bernie
Chronologie
Saison 2
Cet article présente les épisodes de la première saison de la série télévisée d'animation Corneil et Bernie.
Elle a été diffusée sur France 3, et rediffusée sur Canal J, Gulli et Boing.

## Épisode 1:Panique à bord
- France : 11 novembre 2003 sur France 3

## Épisode 32:Une affaire de goût
Bernie et Oncle Rico hébergent Corneil pour une semaine dans leur appartement. Le problème viendra quand il faudra nourrir le chien parlant : Corneil ne mange pas de nourriture pour chiens en boîte. Il se montre, selon Bernie, très maniaque quant à la nourriture. Bernie pense que Corneil a été trop gâté. Lassé, il tente alors de forcer Corneil à manger de la pâtée pour chiens en faisant tout pour lui donner faim et en l'empêchant de manger quoi que ce soit d'autre. Mais malgré 2 jours de diète et des signes de faiblesse, Corneil refuse obstinément de céder. Il finit néanmoins par capituler ; mais, à sa grande surprise, Bernie jette la boîte pour chien et lui donne une boîte de corned-beef : Bernie voulait seulement lui donner une leçon en réalité et non pas l'obliger à manger la pâtée pour chiens.

## Épisode 49:Le digne héritier
Un notaire informe Bernie que Corneil est l'héritier d'une excentrique millionnaire. C'est le jackpot ! Bernie commence à faire des projets pour dépenser cette fortune providentielle. Pour Corneil, il est hors de question d'accepter un héritage qui ne lui est pas destiné.
Bernie essaye de tout faire d'être riche, il décide de tout réaménager l'appart de lui et Rico, Corneil effrayé de voir que Bernie est devenu un monstre assoiffé par l'argent. Il reçoit un collier magnifique sauf que c'est un mouchard électronique pour éviter qui foire son soi-disant héritage.
Corneil se rend à la mairie pour vérifier sa fiche, et voit que c'est un autre chien l'héritier, (il était couvert de pizza, à mon avis, Bernie le savait).
Au moment de signer le testament, Corneil s'enfuit de justesse pour se rendre une aire de gens du voyage, il dérobe un portrait auquel le chien est attaché.
Le notaire découvre le véritable héritier et s'est fait mené en bateau par Bernie.

## Épisode 52:L'os de la discorde
- France : 1er janvier 2004 sur France 3